# Dos Caminos, Puebla
Dos Caminos är en ort i Mexiko.   Den ligger i kommunen Zoquitlán och delstaten Puebla, i den sydöstra delen av landet, 260 km öster om huvudstaden Mexico City. Dos Caminos ligger 742 meter över havet och antalet invånare är 317.
Terrängen runt Dos Caminos är bergig västerut, men österut är den kuperad. Terrängen runt Dos Caminos sluttar brant österut. Runt Dos Caminos är det ganska tätbefolkat, med 100 invånare per kvadratkilometer. Närmaste större samhälle är Huitzmaloc, 4,5 km väster om Dos Caminos. I omgivningarna runt Dos Caminos växer huvudsakligen savannskog.